# Iba (Zambales)
Iba is een gemeente in de Filipijnse provincie Zambales op het eiland Luzon. Bij de laatste census in 2010 telde de gemeente bijna 47 duizend inwoners.

## Geografie

### Bestuurlijke indeling
Iba is onderverdeeld in de volgende 14 barangays:
| - Amungan - Bangantalinga - Dirita-Baloguen - Lipay-Dingin-Panibuatan - Palanginan - San Agustin - Santa Barbara | - Santo Rosario - Zone 1 Pob. - Zone 2 Pob. - Zone 3 Pob. - Zone 4 Pob. - Zone 5 Pob. - Zone 6 Pob. |

## Demografie
Iba had bij de census van 2010 een inwoneraantal van 46.761 mensen. Dit waren 2.417 mensen (5,5%) meer dan bij de vorige census van 2007. Ten opzichte van de census van 2000 was het aantal inwoners gegroeid met 12.083 mensen (34,8%). De gemiddelde jaarlijkse groei in die periode kwam daarmee uit op 3,03%, hetgeen hoger was dan het landelijk jaarlijks gemiddelde over deze periode (1,90%).

De bevolkingsdichtheid van Iba was ten tijde van de laatste census, met 46.761 inwoners op 153,38 km², 304,9 mensen per km².

## Geboren in Iba
- Ramon Magsaysay (1907-1957), president van de Filipijnen;
- Luisa Ejercito-Estrada (1930), senator en first lady.